# ألان ليونارد فريدريك ستيفنز
ألان ليونارد فريدريك ستيفنز هو فلاح وسياسي كندي، ولد في 30 أغسطس 1909، وتوفي في 15 يوليو 2011. انتخب عضو المجلس التشريعي من ساسكاتشوان.